# Ina Praetorius

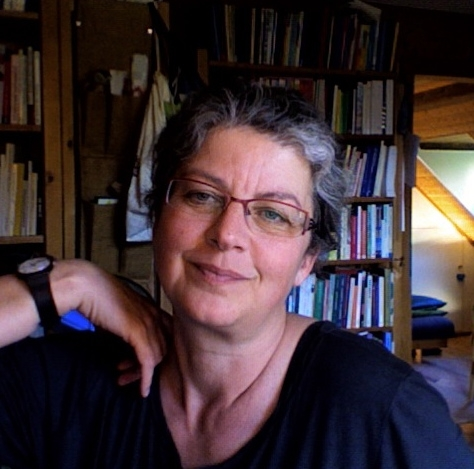
Ina Praetorius

Ina Praetorius (geboren 1956 in Karlsruhe) ist eine Schweizer evangelische Theologin und Autorin. Ihre Themenschwerpunkte sind die postpatriarchale Ethik und Ökonomie. Sie ist Mitbegründerin des im Dezember 2015 begründeten Netzwerks Wirtschaft ist Care.

## Leben
Ina Praetorius studierte ab 1976 evangelische Theologie und Germanistik in Tübingen, Zürich und Heidelberg. Von 1983 bis 1987 war sie wissenschaftliche Assistentin bei Hans Ruh am Institut für Sozialethik der Universität Zürich. 1992 promovierte sie an der theologischen Fakultät Heidelberg mit einer Dissertation zum Thema Anthropologie und Frauenbild in der deutschsprachigen protestantischen Ethik seit 1949; dies, nachdem ihre Promotion an der Universität Zürich abgelehnt worden war. Darin belegte sie, dass die Autoren ethischer Lehrbücher von 1949 bis Mitte der 1980er Jahre nahezu ausschliesslich den bürgerlichen weissen Mann meinten, wenn sie über „den Menschen“ schrieben. Das Buch gehört inzwischen zur Grundlagenliteratur der Geschlechterforschung in der evangelischen Theologie.
Seit 1987 arbeitet Ina Praetorius als freie Autorin und Referentin. Sie hatte Lehraufträge für Theologische Ethik und Gastvorlesungen an den Universitäten Zürich, Basel, Bern, Fribourg, Freiburg im Breisgau und Berlin. Das 2014 gegründete „Netzwerk Care-Revolution“ hat sie mitinitiiert. Zu den Themen Care-Arbeit, Care-Ethik und Wirtschaftsethik publiziert sie und hält Vorträge. Sie engagiert sich für das Bedingungslose Grundeinkommen.
Ina Praetorius ist seit 1988 mit dem evangelisch-reformierten Pfarrer Hans Jörg Fehle verheiratet. Das Paar hat eine Tochter und lebt seit 2004 in Wattwil in der Schweiz.

## Schriften (Auswahl)
- Anthropologie und Frauenbild in der deutschsprachigen protestantischen Ethik seit 1949. (zugl. Dissertation, Heidelberg 1992), Gütersloher Verlagshaus, Gütersloh, zweite durchgesehene und korrigierte Auflage 1994, ISBN 3-579-00253-8[8]
- Skizzen zur feministischen Ethik. Matthias-Grünewald-Verlag, Ostfildern 1995, ISBN 3-7867-1829-6.[9]
- Zum Ende des Patriarchats. Theologisch-politische Texte im Übergang. Aufsatzsammlung. Matthias-Grünewald-Verlag, Ostfildern 2000, ISBN 3-7867-2230-7.
- Die Welt: ein Haushalt. Texte zur theologisch-politischen Neuorientierung. Aufsatzsammlung. Matthias-Grünewald-Verlag, Ostfildern 2002, ISBN 3-7867-2402-4.
- Handeln aus der Fülle. Postpatriachale Ethik in biblischer Tradition. Gütersloher Verlagshaus, Gütersloh 2005, ISBN 978-3-579-05216-8[10]
- Gott dazwischen. Eine unfertige Theologie. Aufsatzsammlung. Matthias-Grünewald-Verlag, Ostfildern 2008, ISBN 978-3-7867-2734-7.
- Weit über Gleichberechtigung hinaus... Das Wissen der Frauenbewegung fruchtbar machen. Christel Göttert Verlag, Rüsselsheim 2009, ISBN 978-3-939623-18-2.[11]
- Immer wieder Anfang. Texte zum geburtlichen Denken, Matthias-Grünewald-Verlag, Ostfildern 2011, ISBN
- Ich glaube an Gott und so weiter … Eine Auslegung des Glaubensbekenntnisses. Gütersloher Verlagshaus, Gütersloh 2013, ISBN 978-3-579-08169-4.
- Erbarmen. Unterwegs mit einem biblischen Wort. Gütersloher Verlagshaus, Gütersloh 2014, ISBN 978-3-579-08183-0.
- Wirtschaft ist Care oder: Die Wiederentdeckung des Selbstverständlichen. Herausgegeben von der Heinrich-Böll-Stiftung (Schriften zu Wirtschaft und Soziales), Berlin 2015. PDF
- Im postpatriarchalen Durcheinander. Unterwegs mit Xanthippe. Christel Göttert Verlag, Rüsselsheim 2020, ISBN 978-3-939623-77-9